# Estação Saint-Jacques
Saint-Jacques é uma estação da linha 6 do Metrô de Paris, localizada no 14.º arrondissement de Paris.

## Localização
A estação está situada no meio do boulevard Saint-Jacques, no nível de interseção com a rue du Faubourg-Saint-Jacques e a rue de la Tombe-Issoire.

## História
A estação foi aberta em 1906.

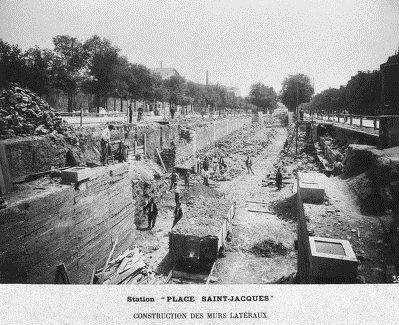
Construção dos muros da estação em 1903

Ela leva o seu nome de sua localização no antigo Faubourg Saint-Jacques, no cruzamento do boulevard Saint-Jacques (eixo leste-oeste) e das rue du Faubourg Saint-Jacques e da rue de la Tombe-Issoire (norte-sul).
Em 2011, 1 937 457 passageiros entraram nesta estação. Ela viu entrar 2 070 465 passageiros em 2013, o que a coloca na 246ª posição das estações de metrô por sua frequência em 302.
Em 1 de abril de 2016, metade das placas nominativas nas plataformas da estação foram substituídas pela RATP para fazer um Dia da Mentira por um dia, como em outras doze estações. Saint-Jacques foi humoristicamente renomeada "Coquille" em referência à coquille Saint-Jacques.

## Serviços aos passageiros

### Acesso

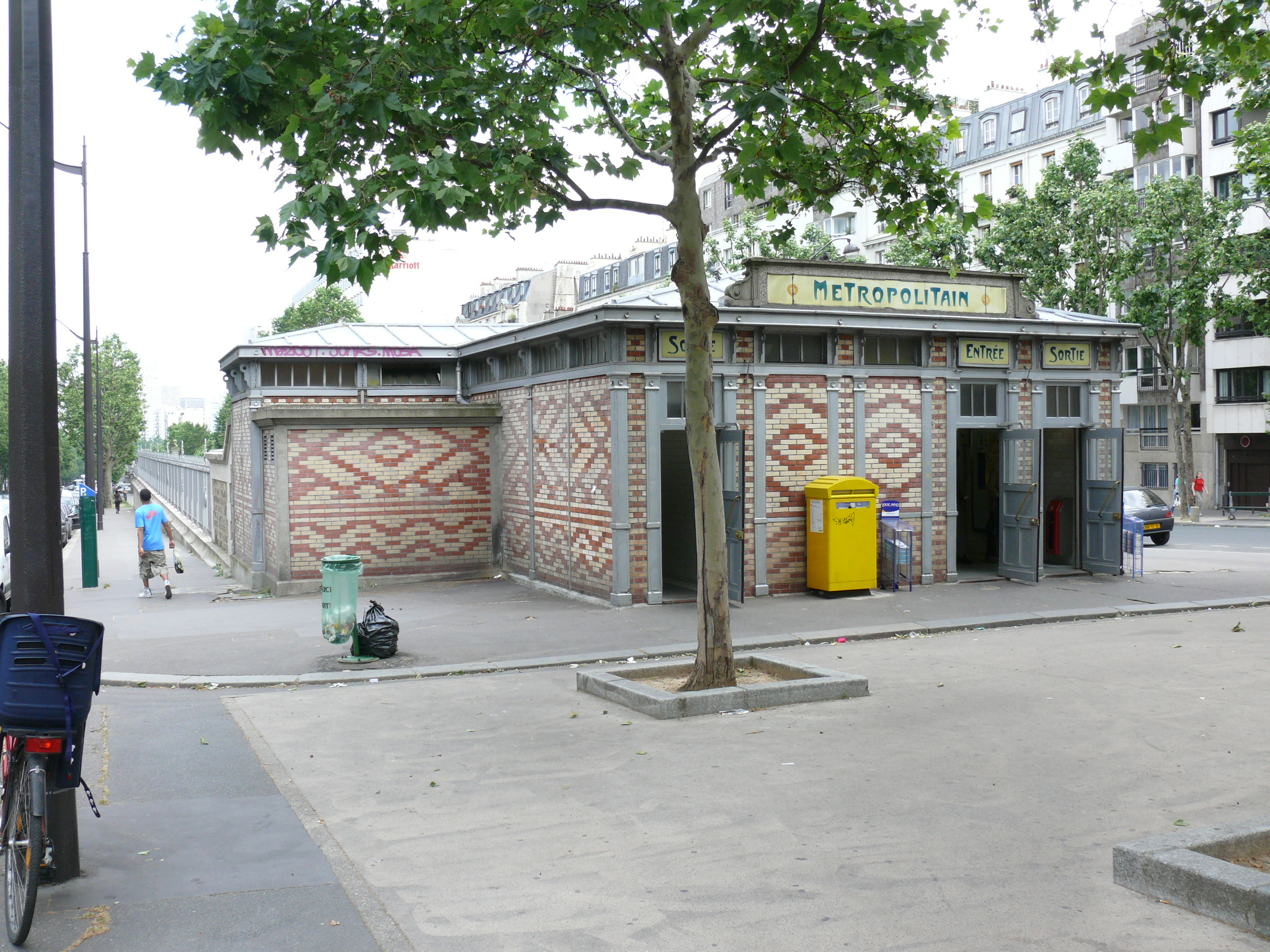
Edícula de acesso

O único acesso à estação se encontra no terrapleno central do boulevard Saint-Jacques, no nível do cruzamento com a rue Faubourg-Saint-Jacques e a rue de la Tombe-Issoire. É uma das poucas estações a ter uma edícula sobre as vias, da qual levando ao acesso à via pública e às plataformas.

### Quais

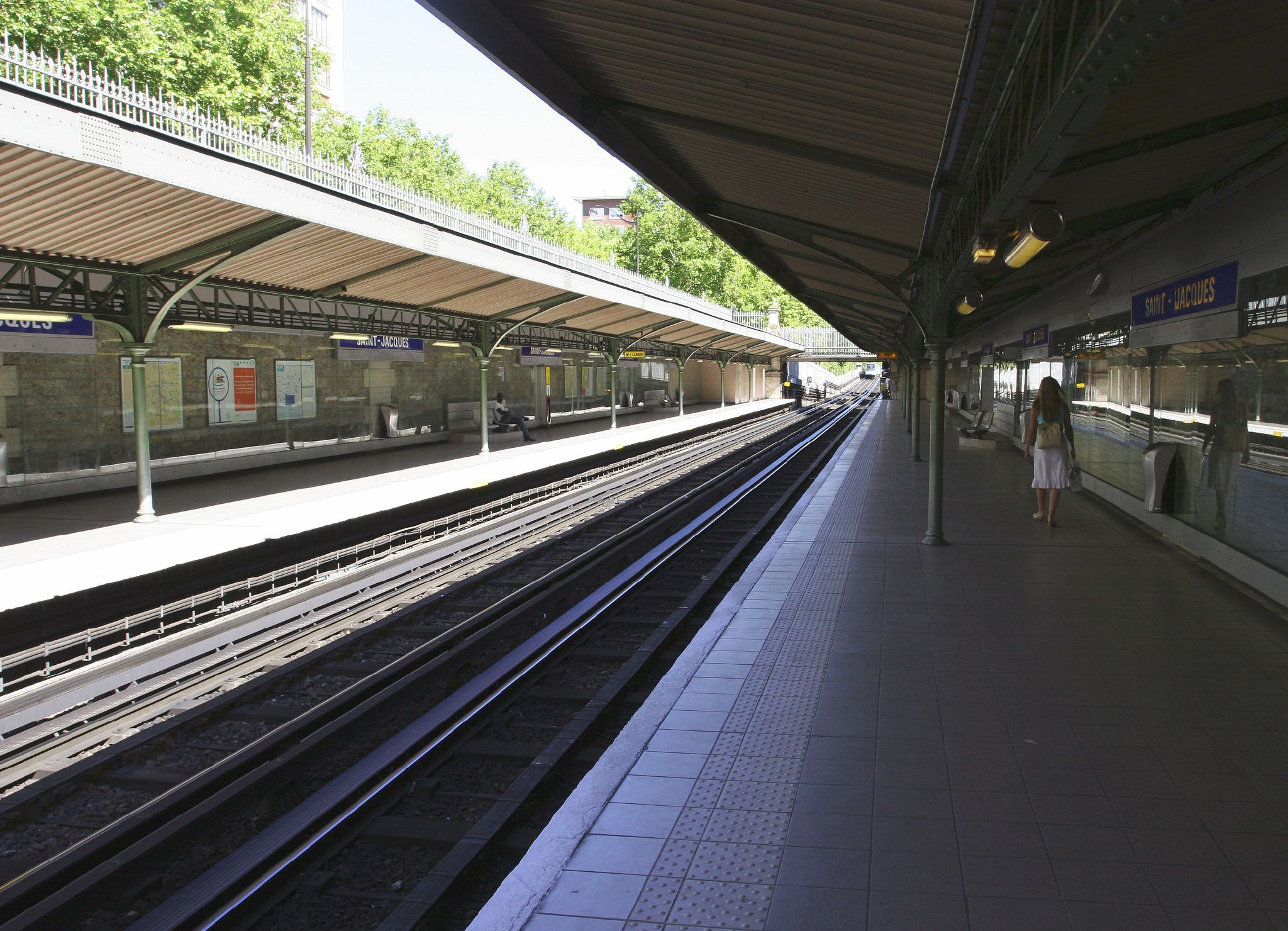
Plataformas da estação.

Saint-Jacques é uma estação de configuração padrão: ela possui duas plataformas separadas pelas vias do metrô. Por outro lado, distingue-se pela sua situação, ao nível do solo, e pela sua decoração. Em direção a Charles de Gaulle - Étoile, as vias entram no subterrâneo ao sair da estação, enquanto que em direção a Nation, elas se elevam acima do solo. A estação é portanto aérea e as plataformas são equipadas com marquises suportadas por postes situadas no meio das plataformas. A iluminação é realizada por meio de simples tubos fluorescentes.

### Intermodalidade
A estação é servida pelas linhas 216 e Orlybus da rede de ônibus RATP.

## Pontos turísticos
- Prison de la Santé
- Instituto de astrofísica de Paris

## Cultura
- 1963: Charade de Stanley Donen (exteriores)